# 부산시 병
부산시 병은 대한민국의 옛 국회의원 선거구이다. 당시 경상남도 부산시의 일부 지역을 관할했다.

## 역사
1950년 대한민국 제2대 국회의원 선거를 앞두고 부산부 정 선거구를 개편하여 부산시 병 선거구가 신설되었다. 
1957년 1월, 부산시에 구제가 실시되었다. 이에 부산시 병에 해당하는 지역에 중구가 신설되었다. 이로 인해 1958년 대한민국 제4대 국회의원 선거를 앞두고 부산시 병 선거구가 부산시 중구 선거구로 바뀌면서 폐지되었다.

## 역대 국회의원
| 선거   | 정당 | 정당   | 의원   |
| ------ | ---- | ------ | ------ |
| 1950년 |      | 무소속 | 김칠성 |
| 1954년 |      | 자유당 | 정기원 |

## 역대 선거 결과

### 대한민국 제2대 국회의원 선거
|  | 32.21% |

|  | 17.34% |

|  | 16.23% |

|  | 13.15% |

|  | 11.84% |

|  | 5.06% |

|  | 3.02% |

|  | 1.13% |

### 대한민국 제3대 국회의원 선거
|  | 36.21% |

|  | 24.36% |

|  | 23.38% |

|  | 4.82% |

|  | 2.52% |

|  | 2.29% |

|  | 2.17% |

|  | 1.73% |

|  | 1.04% |

|  | 0.93% |

|  | 0.51% |